# Artjom Olegowitsch Surkow
Artjom Olegowitsch Surkow (russisch Артём Олегович Сурков; * 15. Oktober 1993 in Saransk, Mordowien, Russland) ist ein russischer Ringer. Er wurde 2018 Weltmeister im griechisch-römischen Stil in der Gewichtsklasse bis 67 kg Körpergewicht. Er wurde auch Europameister in der Gewichtsklasse bis 66 kg bzw. 67 kg in den Jahren 2015 (Europaspiele), 2017 und 2018.

## Werdegang
Surkow begann bereits als Junge 2001 in Saransk mit dem Ringen. Er konzentrierte sich dabei auf den griechisch-römischen Stil. Er gehört dem Luftwaffen-Sportclub in Saransk an und trainiert außerdem häufig im „Alexej-Mischin“-Ringerzentrum in Moskau. Seine Trainer waren bzw. sind Wiktor Emoschin, Gergej Egorkin und Wassili Emokow sowie der Cheftrainer der russischen Ringer-Nationalmannschaft Gogi Koguaschwili.
Er war bereits als Junior einer der besten russischen Ringer und debütierte auf der internationalen Ringermatte bei der Junioren-Europameisterschaft (Cadets) 2009 in Zrenjanin. Er belegte dort in der Gewichtsklasse bis 46 kg Körpergewicht den 3. Platz. Seit dieser Meisterschaft startete er noch bei acht weiteren internationalen Meisterschaften (Welt- oder Europameisterschaften) und gewann bei jeder dieser Meisterschaften den Titel oder zumindest eine Medaille.
2013 wurde er in Skopje Junioren-Vize-Europameister in der Gewichtsklasse bis 66 kg hinter dem Polen Mateusz Bernatek. 2014 belegte er beim „Iwan-Poddubny“-Grand-Prix in Tjumen in der gleichen Gewichtsklasse hinter Adam Kurak und Islambek Albijew den 3. Platz. 2014 und 2015 trug er als Ringer in der russischen Mannschaft beim Mannschafts-Welt-Cup in Teheran wesentlich dazu bei, dass Russland dort jeweils den 2. Platz belegte.
Im März 2015 gewann er bei der U 23-Europameisterschaft in Wałbrzych in der Gewichtsklasse bis 66 kg seinen ersten internationalen Titel. Im Finale besiegte er dabei Dominik Etlinger aus Kroatien. Im Juni 2015 wurde Artem Surkow auch bei der Senioren-Europameisterschaft, die im Rahmen der 1. European Games in Baku ausgetragen wurde, eingesetzt. Er siegte auch dort und schlug im Finale Mihran Arutjunjan aus Armenien. Er wurde daraufhin auch bei der Weltmeisterschaft 2015 in Las Vegas eingesetzt. Er siegte dort in seinem ersten Kampf über den erfahrenen Həsən Əliyev aus Aserbaidschan, verlor dann aber schon in seinem zweiten Kampf gegen Ryu Han-su aus Südkorea. Da dieser das Finale erreichte, konnte er in der Trostrunde weiterringen und gewann in dieser Siegen über vier starke Gegner noch eine Bronzemedaille. Im Kampf um diese Medaille besiegte er wiederum Mihran Arutjunjan.
2016 belegte Artem Surkow beim „Iwan-Poddubny“-Grand-Prix in Tjumen und bei der russischen Meisterschaft in der Gewichtsklasse bis 66 kg hinter Islambak Albijew jeweils den 2. Platz. Islam Albijew wurde deswegen vom russischen Ringer-Verband sowohl bei der Europameisterschaft dieses Jahres als auch bei den Olympischen Spielen in Rio de Janeiro eingesetzt. Im Juli 2016 war Artem Surkow beim Großen Preis von Deutschland in Dortmund am Start und unterlag dort im Finale dem amtierenden Weltmeister in dieser Gewichtsklasse Frank Stäbler aus Deutschland knapp nach Punkten.
Artem Surkow ließ sich von der Tatsache, dass er nicht bei den Olympischen Spielen in Rio starten durfte, nicht entmutigen und wurde 2017 in Novi Sad in der Gewichtsklasse bis 2017 wieder Europameister. Im Finale bezwang er dabei auch den Olympiasieger von 2016 in dieser Gewichtsklasse Davor Štefanek aus Serbien. Bei der Weltmeisterschaft dieses Jahres in Paris kam er zunächst zu drei Siegen, verlor aber im Halbfinale wieder gegen den Südkoreaner Ryu Han-su. Im Kampf um eine Bronzemedaille bezwang er Karen Aslanjan aus Armenien.
2018 setzte Artem Surkow seine Erfolgsserie fort. Er siegte beim „Iwan-Poddubny“-Grand-Prix in Moskau in der Gewichtsklasse bis 67 kg vor seinen Landsleuten Alexej Kijankin, Pawel Salejew und Asamat Achmedow. Damit war ihm sein Startplatz bei der Europameisterschaft 2018 in Kaspiisk sicher. Dort holte er sich mit fünf Siegen den Titel. Im Finale bezwang er dort Schmagi Bolkwadse aus Georgien vorzeitig. Bei der Weltmeisterschaft 2018 in Budapest gelang ihm dann der größte Erfolg in seiner Laufbahn, denn er wurde in Paris mit fünf Siegen Weltmeister. Im Finale schlug er dabei wieder Davor Štefanek, dieses Mal sicher mit 7:0 Punkten.
Bei der Europameisterschaft 2019 im April 2019 in Bukarest startete er wieder in der gleichen Gewichtsklasse. Er siegte in Bukarest über Kristupas Sleiva, Litauen und Christoph Burger, Österreich, verlor dann gegen den Türken Atakan Yüksel bei Punktgleichstand von 2:2 knapp und umstritten, konnte aber danach in der Trostrunde weiterringen und sicherte sich noch mit Siegen über Andreas Vetsch, Schweiz und Sachino Davitaia, Georgien eine Bronzemedaille. Bei der Weltmeisterschaft 2019 in Nur-Sultan startete er wieder in der Gewichtsklasse bis 67 kg und siegte über Chen Yan-Kai, Taiwan, Andreas Vetsch, Schweiz, Mate Nemes, Serbien und Frederik Bjerrehuus. Er stand damit im Endkampf gegen Ismael Borrero Molina aus Kuba, gegen den er nach Punkten verlor. Er wurde damit Vize-Weltmeister 2019.
Einen Monat später startete Artjom Surkow bei den Militär-Weltspielen in Wuhan in der gleichen Gewichtsklasse. Er erreichte auch hier den Endkampf, in dem er gegen Mohamed Ibrahim Elsayed Ibrahim Elsayed aus Ägypten verlor.

## Internationale Erfolge
| Jahr | Platz | Wettbewerb                                      | Gewichtsklasse | Ergebnisse |
| 2009 | 3.    | Junioren-EM (Cadets) in Zrenjanin               | bis 46 kg      | hinter Enes Basar, Türkei und Andrej Pikuza; Weißrussland |
| 2012 | 3.    | „Herman-Kare“-Turnier in Kouvola                | bis 60 kg      | hinter Stig Andre Berge, Norwegen und Ville Rasanan, Finnland |
| 2013 | 2.    | Junioren-EM (Juniors) in Skopje                 | bis 66 kg      | nach Siegen über Alexander Litwinow, Ukraine, Michel Daher, Ungarn und Ruhin Michailow, Aserbaidschan und einer Niederlage gegen Mateusz Bernatek, Polen                                           |
| 2013 | 1.    | Haparanda-Cup                                   | bis 66 kg      | vor Daniello diFeola, Schweden, Ansor Mutusow, Russland und Tarek Aziz Benaissa, Algerien |
| 2014 | 3.    | „Iwan-Poddubny“-Turnier in Tjumen               | bis 66 kg      | hinter Adam Kurak und Islambek Albijew, beide Russland |
| 2014 | 1.    | „Ljubomir Ivanovic Gedza“-Intern. in Belgrad    | bis 66 kg      | vor Istvan Levai, Slowakei, Sawir Bardijew, Russland und Vladimiros Matias, Griechenland |
| 2015 | 1.    | U 23-EM in Wałbrzych                            | bis 66 kg      | nach Siegen über Enes Basar, Rowschan Taghiew, Aserbaidschan, Otto Losonczi, Ungarn und Dominik Etlinger, Kroatien                                                                                 |
| 2015 | 1.    | 1. Europäische Spiele (EM) in Baku              | bis 66 kg      | nach Siegen über Frederik Holmquisr Bjerrehuus, Dänemark, Frunse Harutunjan, Schweden, Istvan Levai, Slowakei, Denys Demjankow, Ukraine und Mihran Arutjunjan, Armenien                            |
| 2015 | 3.    | WM in Las Vegas                                 | bis 66 kg      | nach einem Sieg über Həsən Əliyev, Aserbaidschan, einer Niederlage gegen Ryu Han-su, Südkorea und Siegen über Zheng Pan, China, Marius Thommesen, Norwegen, Deminik Etlinger und Mihran Arutjunjan |
| 2016 | 2.    | „Iwan-Poddubny“-Turnier in Tjumen               | bis 66 kg      | hinter Islambek Albijew, vor Adam Kurak und Abujasid Manzigow, alle Russland |
| 2016 | 2.    | Großer Preis von Deutschland in Dortmund        | bis 66 kg      | hinter Frank Stäbler, Deutschland, vor Chol Gi-uk, Südkorea und Matias Lipasti, Finnland |
| 2016 | 1.    | Golden-Grand-Prix in Baku                       | bis 66 kg      | vor Schmagi Bolkwadse, Georgien, Towschan Taghiew und Chol Gi-uk |
| 2017 | 1.    | EM in Novi Sad                                  | bis 66 kg      | nach Siegen über Goga Gogiberaschwili, Georgien, Mateusz Bernatek, Atakan Yüksel, Türkei und Davor Štefanek, Serbien                                                                               |
| 2017 | 1.    | „Wladyslaw-Pytlasinski“-Memorial in Warschau    | bis 66 kg      | vor Soslan Daurow, Weißrussland, Frederik Holmquist Bjerrehuus und Mateusz Bernatek |
| 2017 | 3.    | WM in Paris                                     | bis 66 kg      | nach Siegen über Hrachia Malchasian, Frankreich, Elmurat Tasmuradow, Usbekistan, Mate Nemes, Serbien, einer Niederlage gegen Ryu Han-su, Südkorea und einem Sieg über Karen Aslanjan, Armenien     |
| 2018 | 1.    | „Iwan-Poddubny“-Turnier in Moskau               | bis 67 kg      | vor Alexej Kijankin, Pawel Salejew und Asamat Achmedow, alle Russland |
| 2018 | 1.    | „Kristjan-Palusalu“-Turnier in Tallinn          | bis 67 kg      | vor Aleksey Kalinichenko, Ukraine, Morten Thoresson, Norwegen und Mikko Peltokangas, Finnland |
| 2018 | 1.    | EM in Kaspiisk                                  | bis 67 kg      | nach Siegen über Elman Muchtarow, Aserbaidschan, Karen Aslanjan, Dawid Karecinski, Polen und Schmagi Bolkwadse                                                                                     |
| 2018 | 1.    | „Ljubomir Ivanovic Gedza“-Intern. in Kragujevac | bis 67 kg      | vor Saur Kabalojew, Russland, Mate Nemes und Sebastian Nad, beide Serbien |
| 2018 | 1.    | WM in Budapest                                  | bis 67 kg      | nach Siegen über Mamadassa Sylla, Frankreich, Ellis E. Coleman, USA, Kamram Mammadov, Aserbaidschan, Meiirschan Schermachanbet, Kasachstan und Davor Štefanek                                      |
| 2019 | 2.    | „Dan-Kolow“ & „Nikola-Petrow“-Memorial in Sofia | bis 67 kg      | hinter Geworg Sahakjan, Georgien, vor Konstantin Stas, Bulgarien und Meirschan Schermachanbet, Kasachstan                                                                                          |
| 2019 | 3.    | EM in Bukarest                                  | bis 67 kg      | nach Siegen über Kristupas Sleiva, Litauen und Christoph Burger, Österreich, einer Niederlage gegen Atakan Yüksel, Türkei und Siegen über Andreas Vetsch, Schweiz und Sachino Davitaia, Georgien   |
| 2019 | 2.    | Großer Preis von Deutschland in Dortmund        | bis 67 kg      | nach Siegen über Andrej Ginc und Witali Lazovski, beide Deutschland und Frederik Bjerrehuus, Dänemark und einer Niederlage gegen Frank Stäbler, Deutschland                                        |
| 2019 | 2.    | WM in Nur-Sultan                                | bis 67 kg      | nach Siegen über Chen Yan-Kai, Taiwan, Andreas Vetsch, Mate Nemes, Serbien und Frederik Bjerrehuus und einer Niederlage gegen Ismael Borrero Molina, Kuba                                          |
| 2019 | 2.    | Militär-Weltspiele in Wuhan                     | bis 67 kg      | nach Siegen über Shant Chatchatrjan, Armenien, Dawid Karecinski, Polen und Michail Rachmanow, Aserbaidschan und einer Niederlage gegen Mohamed Ibrahim Elsayed Ibrahi Elsayed, Ägypten             |

## Russische Meisterschaften
| Jahr | Platz | Gewichtsklasse | Ergebnisse                                                               |
| 2014 | 3.    | bis 66 kg      | hinter Alexej Kijankin und Saur Kabalojew, gemeinsam mit Asamat Achmedow |
| 2016 | 2.    | bis 66 kg      | hinter Islambek Albijew, vor Adam Kurak und Alexej Kijankin              |

Erläuterungen
- alle Wettkämpfe im griechisch-römischen Stil
- WM = Weltmeisterschaft, EM = Europameisterschaft